# Medalla del 800è Aniversari de Moscou
La Medalla del 800è Aniversari de Moscou (rus: Медаль «В память 800-летия Москвы») és una medalla creada per commemorar la fundació de la ciutat de Moscou l'any 1147 (realment el 1147 Moscou va ser mencionada per primera vegada en un document com a propietat del Gran Duc Iuri Dolgoruki). Va ser la primera de les medalles instituïdes en honor dels aniversaris de les ciutats (les altres van ser Leningrad i Kíev). Va ser instituïda el 20 de setembre de 1947 per Stalin.
Era atorgada a tots els ciutadans soviètics que vivien a Moscou o als seus suburbis durant 5 o més anys al 1947, o que havien participat en la defensa de Moscou durant la Gran Guerra Patriòtica:
1. Obrers, enginyers i treballadors de les industrials, el transport i l'economia municipal de Moscou
2. Científics i treballadors de l'art, la literatura, educació i sanitat pública
3. Treballadors de les institucions estatals, altres organitzacions socials del Partit, sindicats i del Komsomol que s'hagin distingit en la realització dels treballs de la reconstrucció de la capital i que hagin col·laborat al desenvolupament de la seva indústria, treball, economia municipal, establiments culturals, científics o educatius
4. Als militars
5. Als jubilats, invàlids de guerra i invàlids industrials
6. Treballadores de la llar que tenen un paper significatiu en les escoles i les institucions infantils
7. Als que hagin viscut a Moscou o els seus suburbis almenys durant 5 anys

## Història
La medalla va ser instituïda mitjançant Decret de la Presidència del Soviet Suprem de l'URSS del 20 de setembre de 1947, publicant-se a la Gaseta del Soviet Suprem de l'URSS nº.34 de 1947, en commemoració del 800è Aniversari de la fundació de la ciutat de Moscou. La seva posició va ser completada amb el Decret de la Presidència del Soviet Suprem de l'URSS del 23 de juny de 1951.
La seva concessió és feta en nom de la Presidència del Soviet Suprem de l'URSS pels comitès executius ciutadans de Moscou, així com pels dirigents d'empreses i organitzacions del PCUS.
Penja a la dreta del pit, i se situa després de la Medalla del 50è Aniversari de la Milícia Soviètica.
Els autors del disseny de la medalla van ser pintors Ivan Dubàssov i Samuïl Tultxinski.
Va ser atorgada sobre unes 1.733.400 vegades. Juntament amb la medalla s'atorgava un certificat acreditatiu.

## Disseny
Una medalla de coure de 37mm de diàmetre. A l'anvers figura la imatge de perfil de Iuri Dolgoruki amb casc, mirant cap a l'esquerra. A la part inferior hi ha la inscripció ОСНОВАТЕЛЬ МОСКВЫ ЮРИЙ ДОЛГОРУКИЙ" ("El Fundador de Moscou Iuri Dolgoruki").
Al revers apareix la imatge del Kremlin. A sota hi ha un escut amb la falç i el martell, amb unes banderes i unes llances als costats. A sota hi ha branques de llorer. A les puntes hi ha les dates "1147" i "1947". A la part superior de la medalla hi ha la inscripció "В ПАМЯТЬ 800-ЛЕТИЯ МОСКВЫ" ("En la memòria dels 800 anys de Moscou").
La medalla penja d'un galó pentagonal. La cinta és la meitat verda i la meitat blanca. Sobre la par blanca hi ha 3 franges en vermell.